# Rosenkronad fruktduva
Rosenkronad fruktduva (Ptilinopus regina) är en fågel i familjen duvor inom ordningen duvfåglar.

## Utseende och läte
Rosenkronad fruktduva är en liten duva i grönt och gult. Den har rosa på panna, grått på ansikte och hals samt ofta ett skäraktigt område på över delen av buken. Buk och undergump är gulorangefärgade, ej vita som hos purpurkronad fruktduva. Arten hörs ofta, vanligen med en lång serie gradvis accelererande toner.

## Utbredning och systematik
Rosenkronad fruktduva har en vid utbredning från Små Sundaöarna i Indonesien till Australien. Den delas in i fem underarter med följande utbredning:
- Ptilinopus regina flavicollis – förekommer i Små Sundaöarna (Flores, Rote, Savu, Semau och västra Timor)
- Ptilinopus regina roseipileum – förekommer i Små Sundaöarna (Östtimor, Wetar, Romang, Kissar, Moa och Leti)
- Ptilinopus regina xanthogaster – förekommer på Banda, Kai, Damar, Sermata, Babar, Tanimbar och Aruöarna
- Ptilinopus regina ewingii – förekommer i norra Australien (Kimberleyregionen, norra Northern Territory och Melvilleön)
- Ptilinopus regina regina– förekommer i Australien från Kap Yorkhalvön till södra New South Wales och öarna i Torres Strait

## Levnadssätt
Rosenkronad fruktduva hittas i regnskog, men även i kustnära skogar rika på klängväxter.

## Status och hot
Arten har ett stort utbredningsområde, men tros minska i antal, dock inte tillräckligt kraftigt för att den ska betraktas som hotad. Internationella naturvårdsunionen IUCN listar arten som livskraftig (LC).

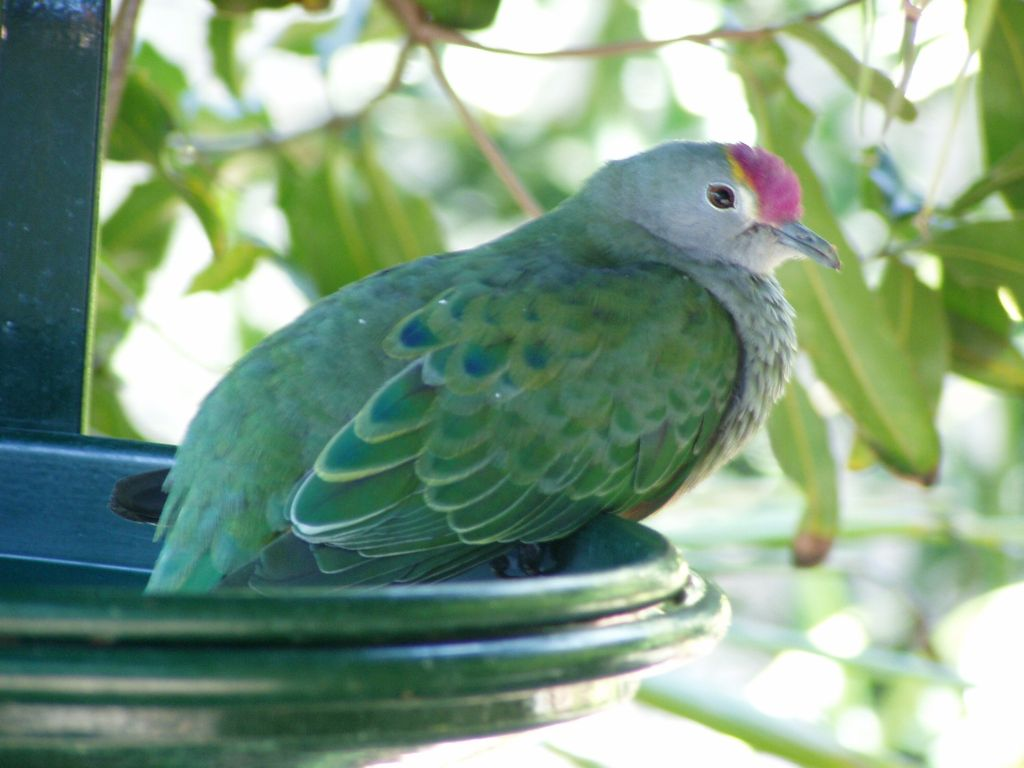